# 9 avril dans les chemins de fer
9 mars 9 mai
Chronologies thématiques
- Croisades
- Sports
- Disney

Cette page concerne les événements qui se sont déroulés un 9 avril dans les chemins de fer.

## Événements

### XXesiècle
- 1944. France : bombardement massif par l'armée américaine du triage et de la ville de Villeneuve-Saint-Georges faisant 217 morts et de nombreux blessés.